# 郭永红
郭永红（1968年7月—），女，汉族，湖北浠水人，中华人民共和国政治人物，1990年6月加入中国共产党。现任中共天津市委常委、组织部部长；中共二十届中央候补委员。

## 生平
曾任湖北省大冶市委常委、组织部部长、市委副书记、纪委书记，黄石市铁山区委副书记、区长，黄石港区委副书记、区长，湖北省妇联副主席、党组成员，随州市委常委、组织部部长、政法委书记、市委副书记、市长，中共陕西省商洛市委书记。
2018年，被选为湖北省出席第十三届全国人民代表大会代表。
2021年5月，任陕西省人民政府副省长。
2022年4月，升任中共陕西省委常委、统战部部长，省政协党组副书记。2023年1月，改兼省委组织部部长。
2025年7月，改任中共天津市委常委、市委组织部部长。